# Стеггерда
Стеггерда (нід. Steggerda) — село в нідерландській провінції Фрисландія. Входить до муніципалітету Вестстеллінгверф.
Його площа становить 15,41км², а населення станом на 2021 рік складало 1 055 осіб.
Перша згадка про населений пункт датується 1408-им роком.

## Галерея

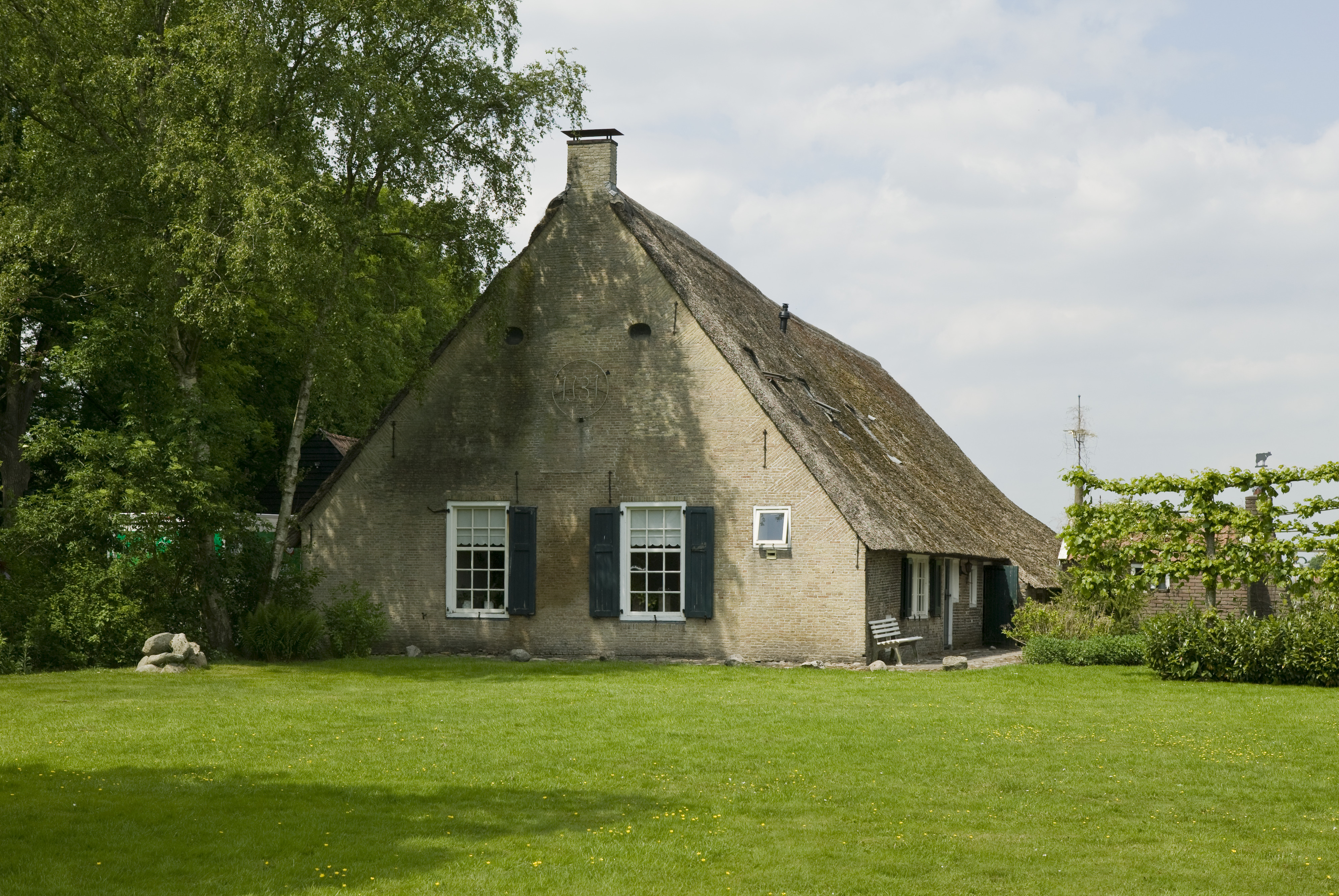
Ферма у Стеггерді
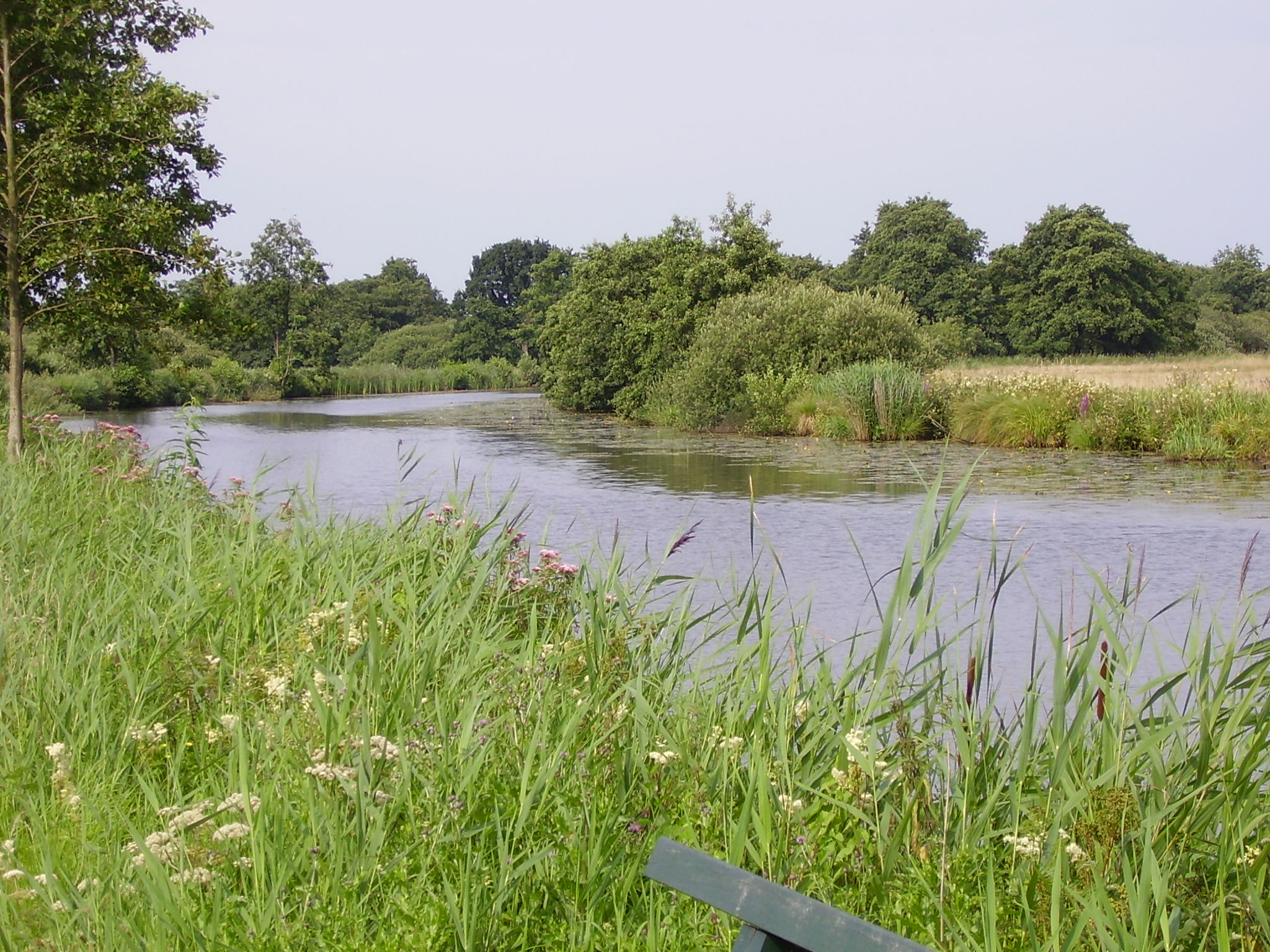
Природа поблизу села